# Gradierwerk

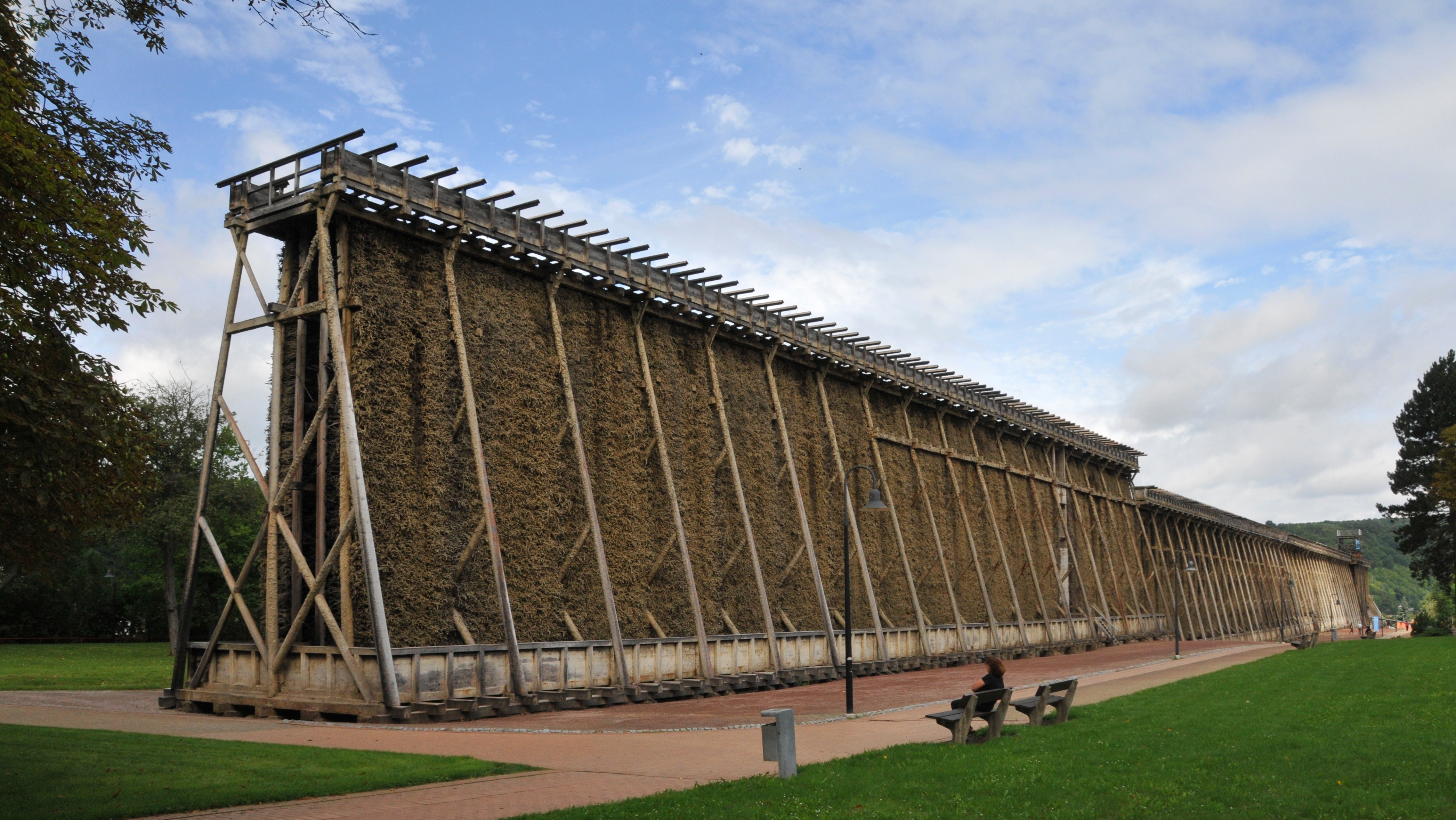
Gradierwerk in Bad Kösen

Ein Gradierwerk (veraltet auch Leckwerk) ist eine Anlage, die im Prozess der Salzgewinnung aus Sole der Erhöhung der Salzkonzentration („gradieren“) sowie der Qualitätsverbesserung des gewonnenen Salzes dient. Das Gradierwerk besteht aus einem frei aufgestellten Holzgerüst, das mit Reisigbündeln aus Schwarzdorn (früher Stroh) verfüllt ist. Die Sole wird von oben über dem Reisig verrieselt, wobei die Soletropfen auf ihrem Weg nach unten einen erheblichen Teil ihres Wassers durch Verdunstung verlieren. Gleichzeitig lagern sich schwer lösliche, unerwünschte Begleitminerale der Sole wie Kalk, Gips und Eisenstein am Reisig ab, wodurch sich die Qualität des erzeugten Salzes erhöht. Weiterhin entweicht gegebenenfalls vorhandene Kohlensäure aus der Sole, was zu einer Verstärkung des Ausfällprozesses von Kalziumsalzen führt.
Gradierwerke sind normalerweise Teil eines Salzwerks oder einer Saline, wozu neben dem Gradierwerk auch Solebrunnen, Pumpanlagen, Siedehäuser und weitere Einrichtungen gehören.
Viele Salinen sind im Laufe der letzten 200 Jahre verschwunden, wobei sich einige ursprüngliche Salzorte zu Bade- oder Kurorten wandelten. In manchen dieser Orte sind Gradierwerke als markante Reste der ehemaligen Salinen als Baudenkmale erhalten geblieben und werden im Volksmund oft fälschlich selbst als „Salinen“ bezeichnet. Wegen des in ihrer Nähe angenehmen Salzklimas werden Gradierwerke in Badeorten nicht nur museal erhalten, sondern auch zu Kurzwecken als eine Art Freiluftinhalatorium etwa in Kurparks umgenutzt oder sogar in kleinerer Form neu gebaut, ohne jedoch mit einer Salzproduktion in Verbindung zu stehen.

## Gradierverfahren

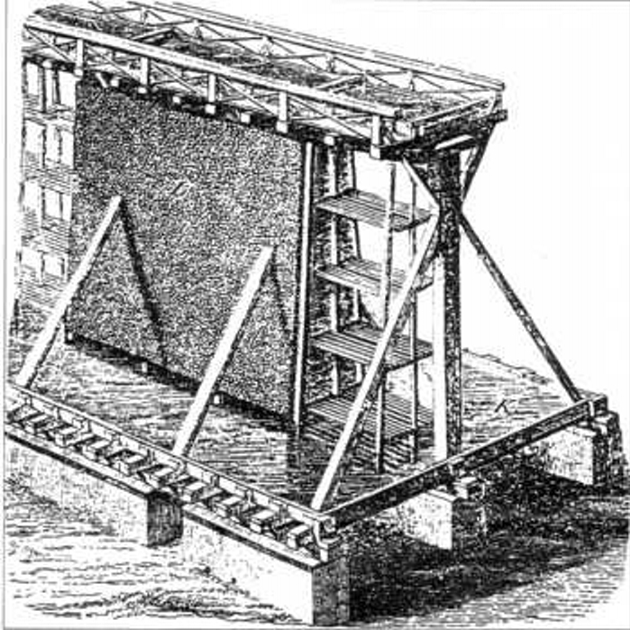
Konstruktionszeichnung eines Gradierwerks aus dem 18. Jahrhundert

Zwischen dem 16. und dem 17. Jahrhundert hatte sich als technische Innovation die Dorngradierung durchgesetzt. Sie ermöglichte es den Salinen, die Solekonzentration vor dem Versieden durch natürliche Verdunstung zu steigern und dadurch wertvolles Heizmaterial einzusparen. Die Sole rieselt dafür eine meist um 10 m hohe Wand aus Reisig des Schwarzdorns (Prunus spinosa) hinunter. Wind und Sonne lassen dabei Wasser verdunsten und der Salzgehalt erhöht sich. Gleichzeitig setzen sich unerwünschte Bestandteile der Rohsole wie Kalk oder Gips im Reisig ab und verkrusten daran als grau-brauner Dornstein. Nach mehreren Jahren muss deshalb das Schwarzdornreisig ausgetauscht werden, weil der Dornstein die Lufträume in der Schwarzdornwand verkleinert und mit der Zeit durch sein Gewicht zu statischen Problemen führt.
Die Dorngradierung hat die zuvor genutzte Strohgradierung vollkommen verdrängt, die im 16. Jahrhundert in Bad Kissingen eingeführt worden war. Die Dorngradierung machte das schnell faulende und die Sole verunreinigende Stroh überflüssig, und sie trug sogar zur Reinigung der Sole bei. Das dazu nötige hohe Holzgerüst, die Pumpen und die immer größer werdenden Siedeeinrichtungen waren allerdings so aufwändig, dass sie im Zuge der aufkommenden merkantilistisch-kameralistischen Wirtschaftspolitik in vielen Ländern zunehmend von dazu gegründeten staatlichen Monopolsalinen übernommen wurden.
Auf Friedrichsborn in Unna-Königsborn wurde im 18. Jahrhundert als technische Neuerung eine sogenannte Windkunst eingeführt. Sie hob die Sole auf das Gradierwerk Friedrichsbau. In Bad Rothenfelde ist seit 2007 wieder eine Kokerwindmühle zu sehen, die auf dem Neuen Gradierwerk rekonstruiert wurde; ihre Vorgängerin diente, wie die Mühle in Friedrichsborn, dazu, Wasser auf ein Gradierwerk zu befördern.
Die am höchsten konzentrierte Sole wurde mit 27 Prozent Salzgehalt im thüringischen Bad Salzungen, im bayerischen Bad Reichenhall und im baden-württembergischen Bad Dürrheim gewonnen.
Die insgesamt acht Bad Kreuznacher Gradierwerke haben zusammen eine Länge von rund 1.100 m und werden heute im Rahmen des „Gesundheits-Tourismus“ genutzt. Da die Sole hier keinen Gips enthält, mussten die Dornwände nicht so häufig erneuert werden.

### Ablauf der Salzkonzentration
Ablauf der Erhöhung der Salzkonzentration im Gradierwerk (Bad Rothenfelde):

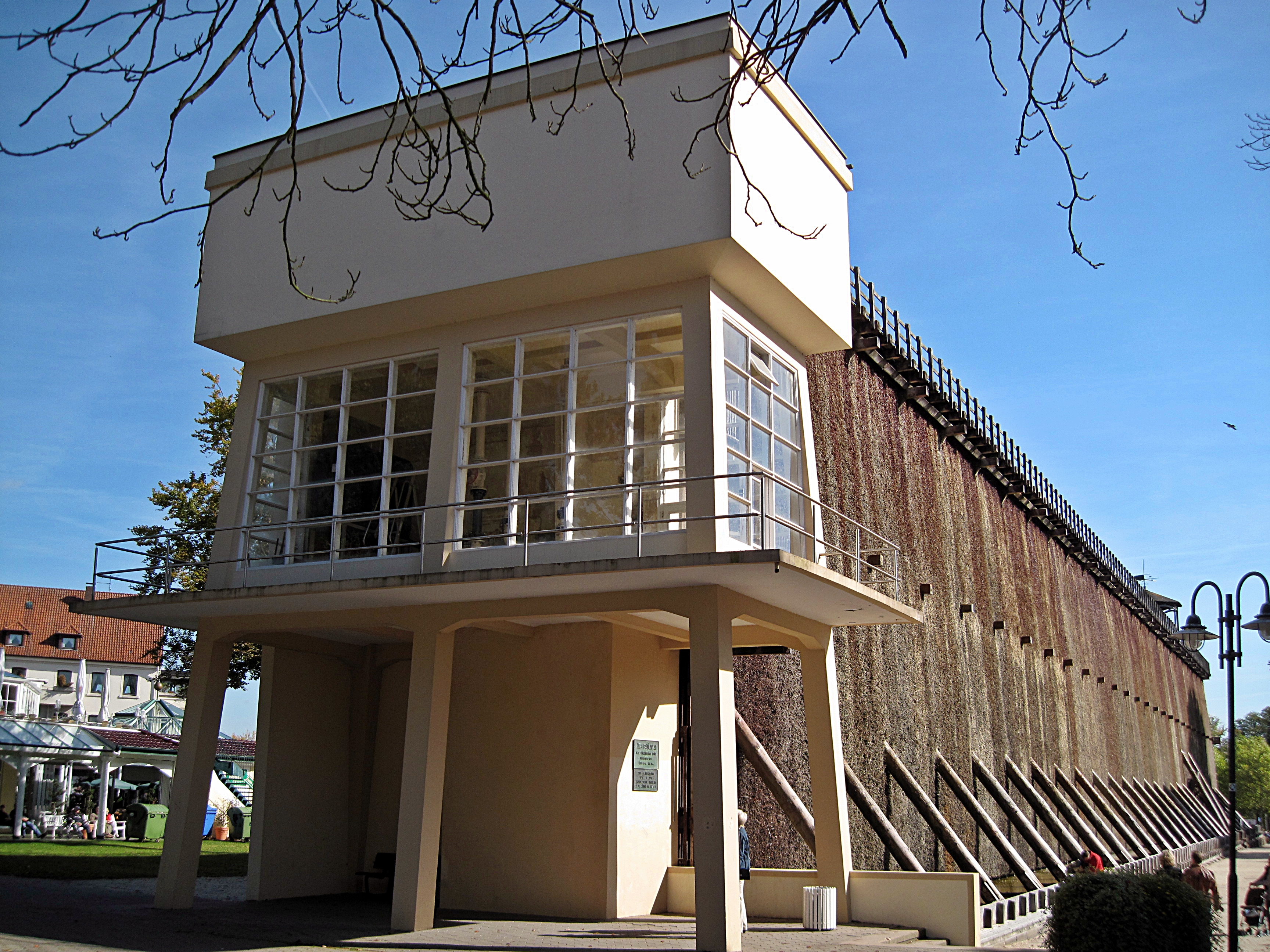
Sole mit geringem Salzgehalt wird hochgepumpt gespeichert
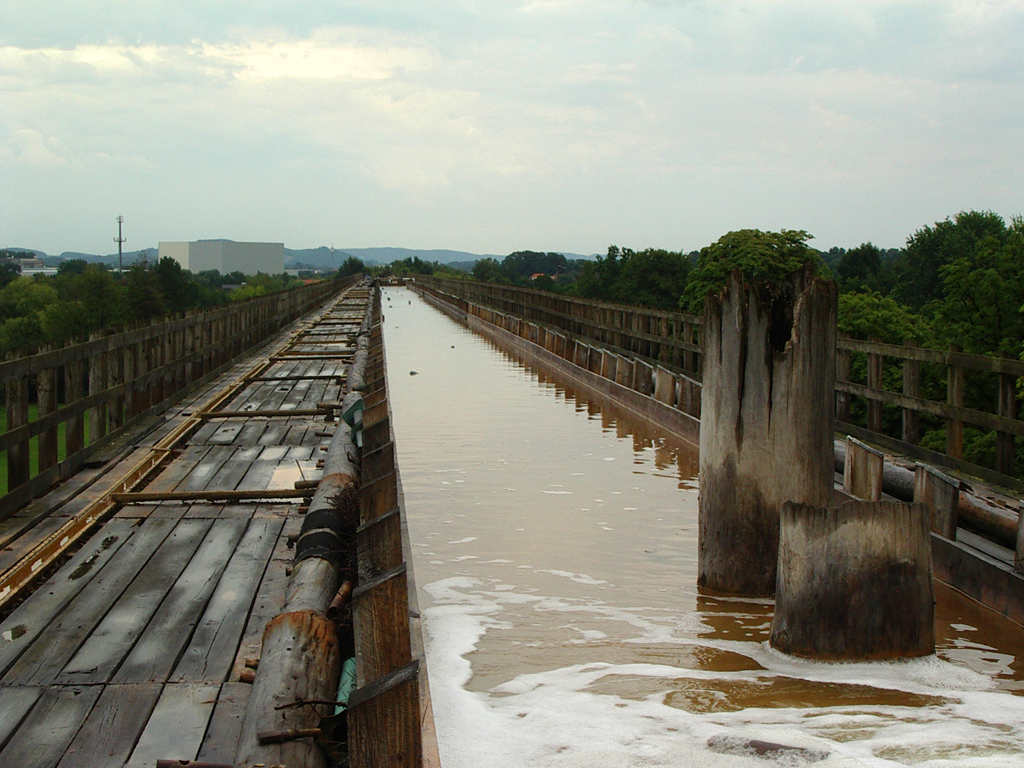
Sole mit geringem Salzgehalt wird ins Gradierwerk geleitet
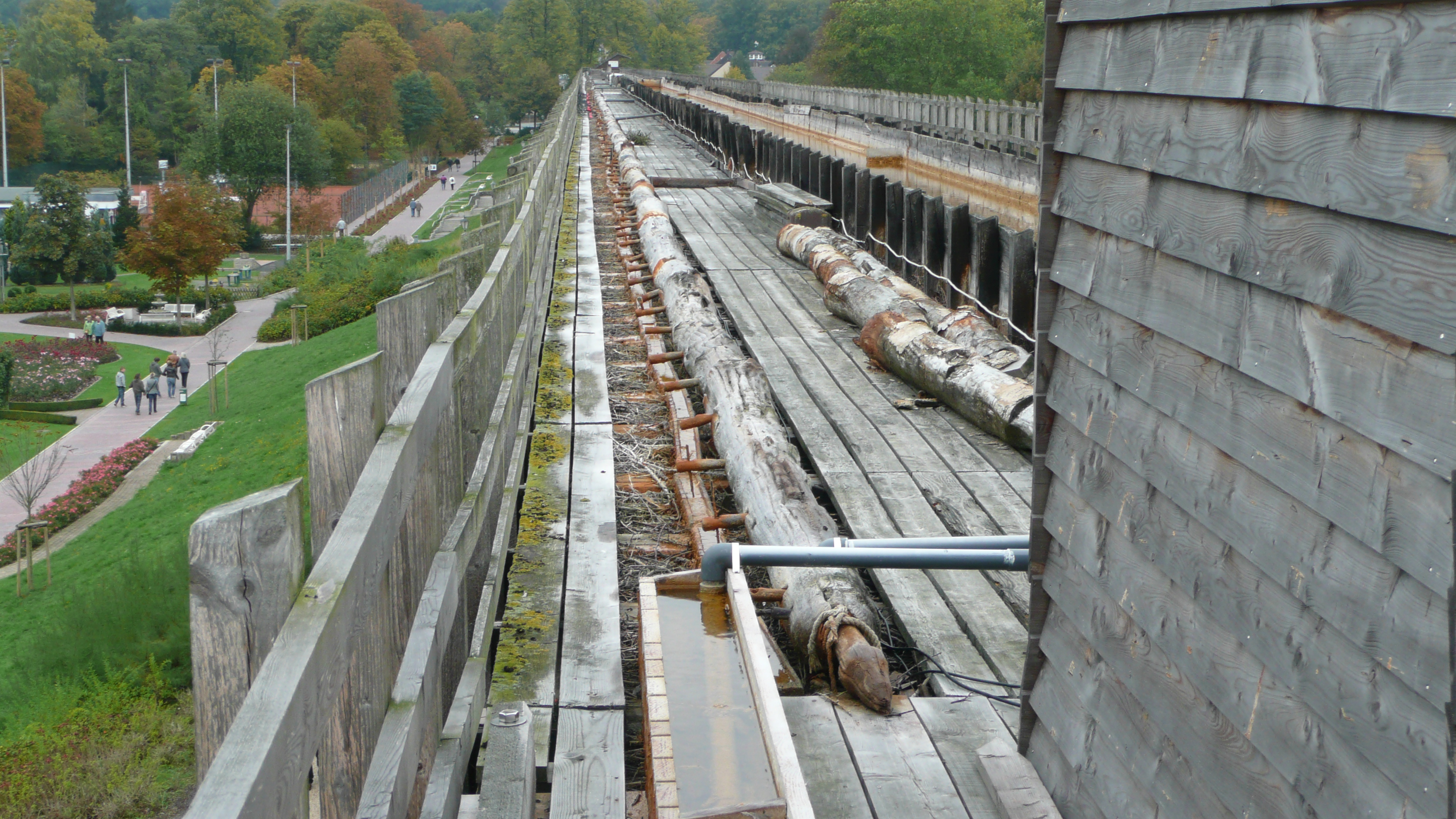
Sole wird auf die Schwarzdornzweige geleitet
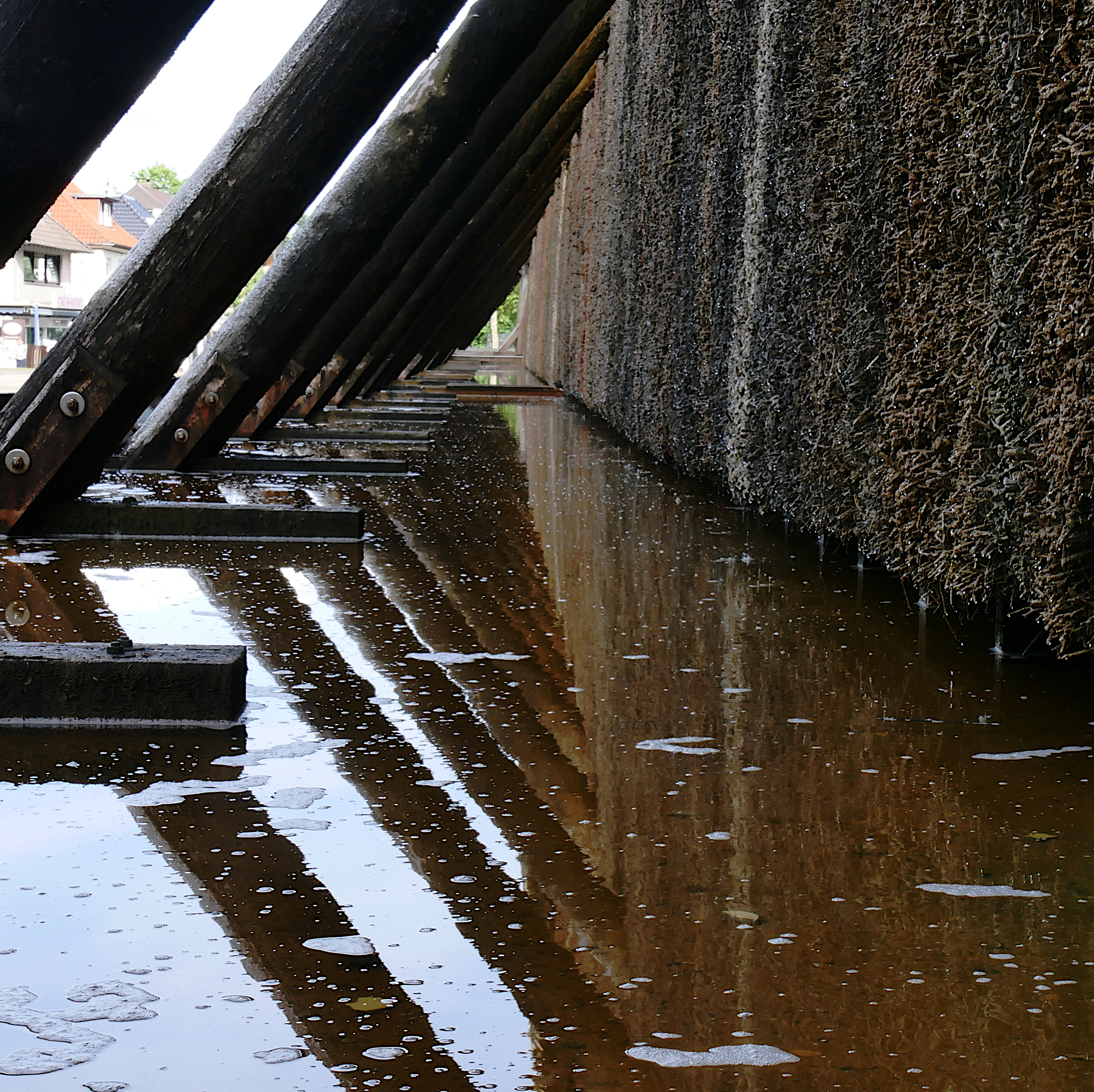
Unteres Auffangbecken für die konzentriertere Sole
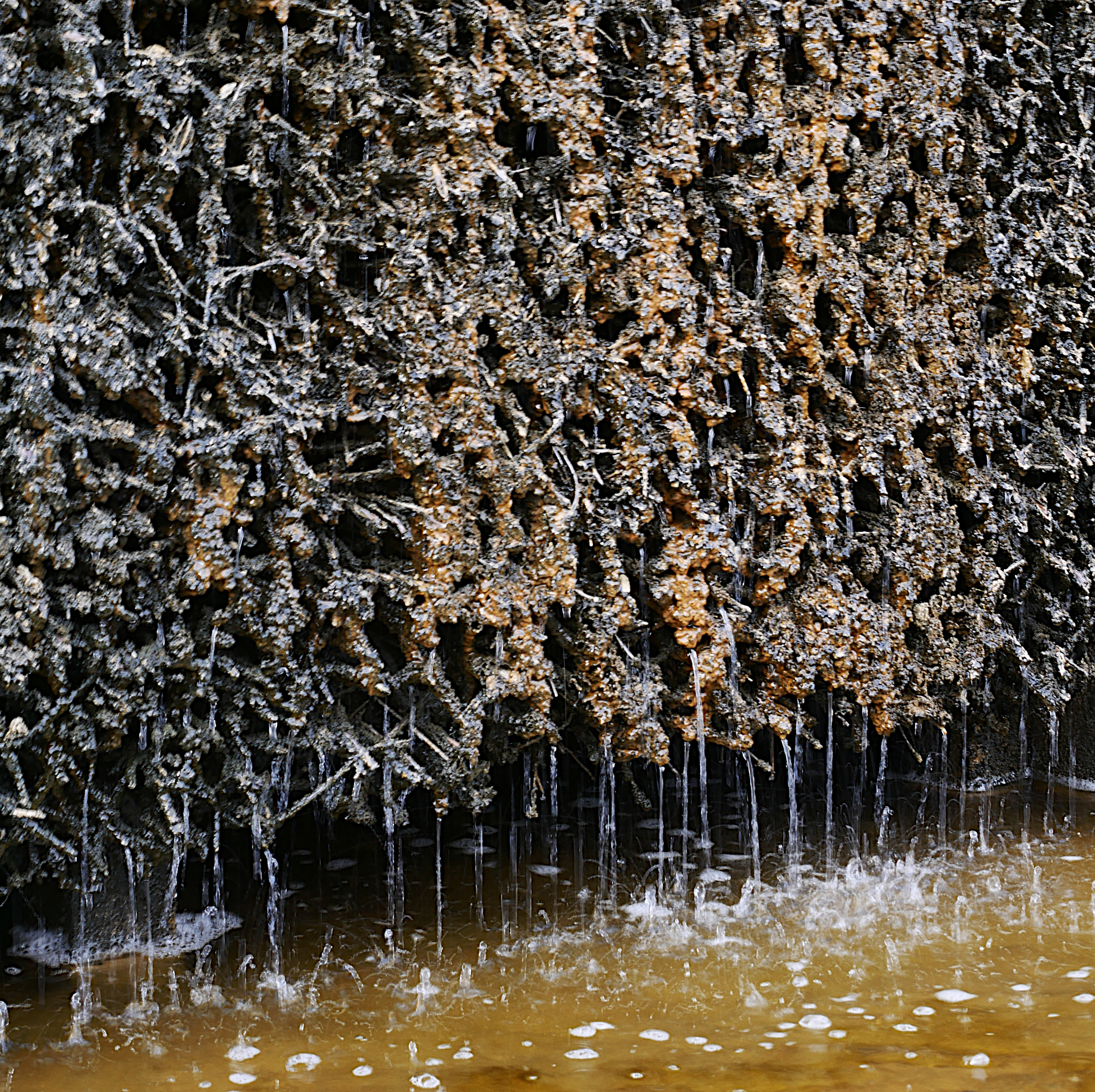
Sole tropft in das untere Auffangbecken
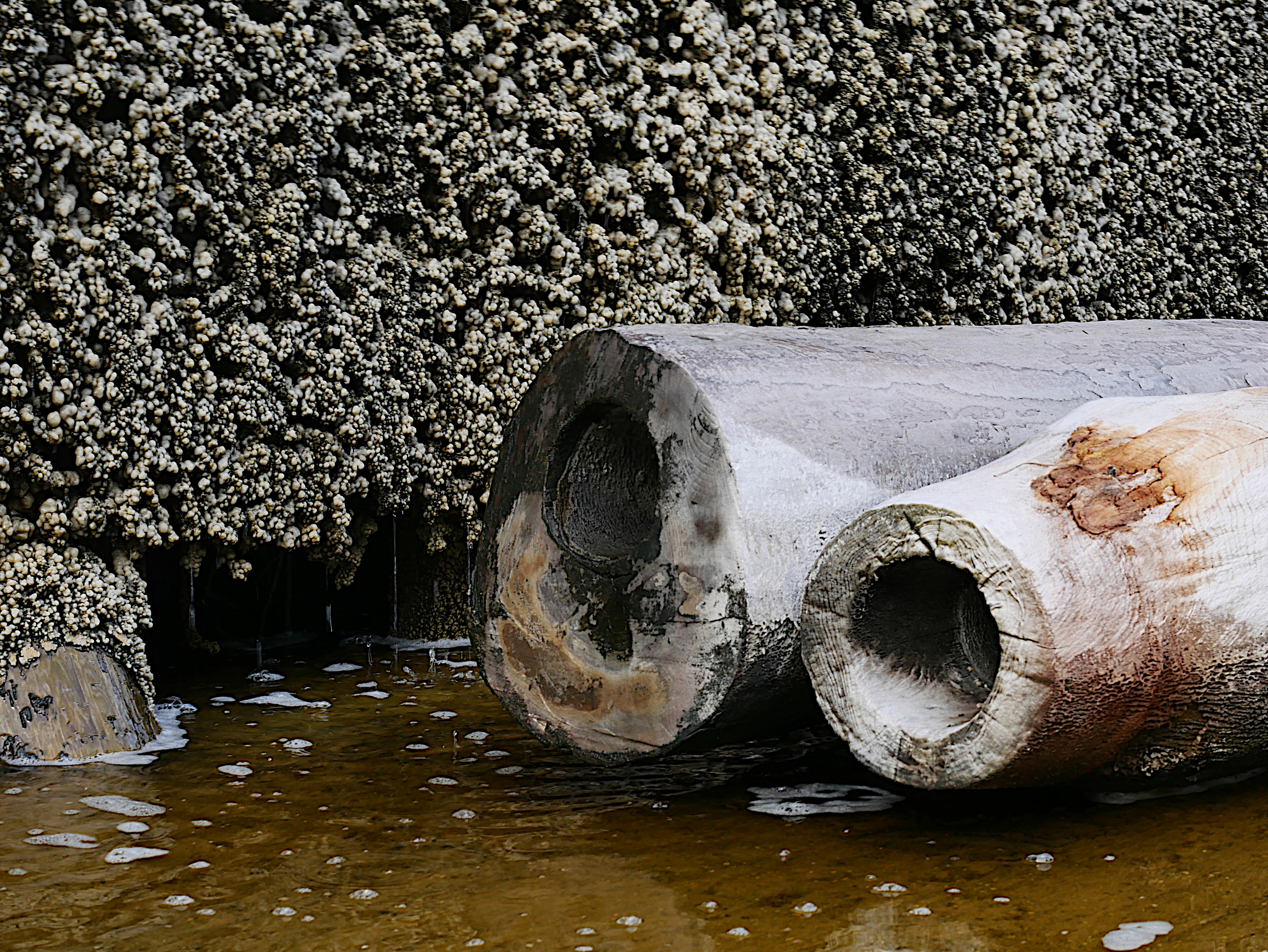
Röhren, mit denen die Sole zur Saline geleitet wurde

## Heutige Nutzung der Gradierwerke
Gradierwerke werden in Deutschland heute oft zu Kurzwecken betrieben und sind deshalb besonders häufig in Kurorten vorzufinden z. B. in Bad Kissingen und Bad Orb. Durch die herabrieselnde Sole wird die Luft in der Nähe des Gradierwerks mit Soletröpfchen und Salzaerosol angereichert, die Wassertröpfchen binden Partikel in der Luft. Dies wirkt sich ähnlich wie bei Seeluft beispielsweise bei Pollenallergikern und Asthmatikern und anderen erkrankten Personen positiv aus. Durch das Einatmen salzhaltiger Luft werden die Atemwege befeuchtet und die Wandungen der Atemorgane positiv beeinflusst. Des Weiteren besitzen die feinen Salzkristalle eine sekretlösende Wirkung, reinigen die Atemwege intensiv von Bakterien und lassen die Schleimhäute abschwellen. Viele Ärzte und Heilpraktiker empfehlen aus diesen Gründen einen längeren Aufenthalt an der See oder in Kurorten, welche sich den Effekt der Gradierwerke zu Nutzen gemacht haben.
In vielen Kurorten (beispielsweise in Bad Königshofen) wurde darüber diskutiert, ob die Errichtung neuer Klein-Gradierwerke ihren Kureinrichtungen hinreichend viele neue Kurgäste zuführe und eine entsprechende Kosten-Nutzen-Rechnung positiv ausfalle. Ein derartiges Gradierwerk wurde unter dem Namen „Sole-Arena“ im Rahmen der Landesgartenschau 2010 in Bad Essen errichtet. Miniatur-Gradierwerke können auch in geschlossenen Räumen aufgestellt werden, wo sie die Raumluft positiv beeinflussen. Derartige Gradierwerke gibt es z. B. im Kurort Damp an der Ostsee in der KissSalis Therme in Bad Kissingen sowie im schweizerischen Rheinfelden, neuerdings auch im Laguna in Aßlar bei Wetzlar.
Gradierwerke dienen auch als Sehenswürdigkeiten der Orte, in denen sie aufgestellt sind. Von vornherein als Bauwerk, das Erlebnisse im Umfeld der Kurparkanlage ermöglichen soll, ist beispielsweise die Rekonstruktion des Gradierwerks in Bad Salzuflen konzipiert worden.
Die besondere optische Struktur der Reisigwände bietet Lichtkünstlern außergewöhnliche Möglichkeiten für ihre Kunstausübung. Hiervon hat erstmals die Gemeinde Bad Rothenfelde im Jahr 2007 Gebrauch gemacht, indem sie die Lichtkunst-Biennale Lichtsicht inszenierte.

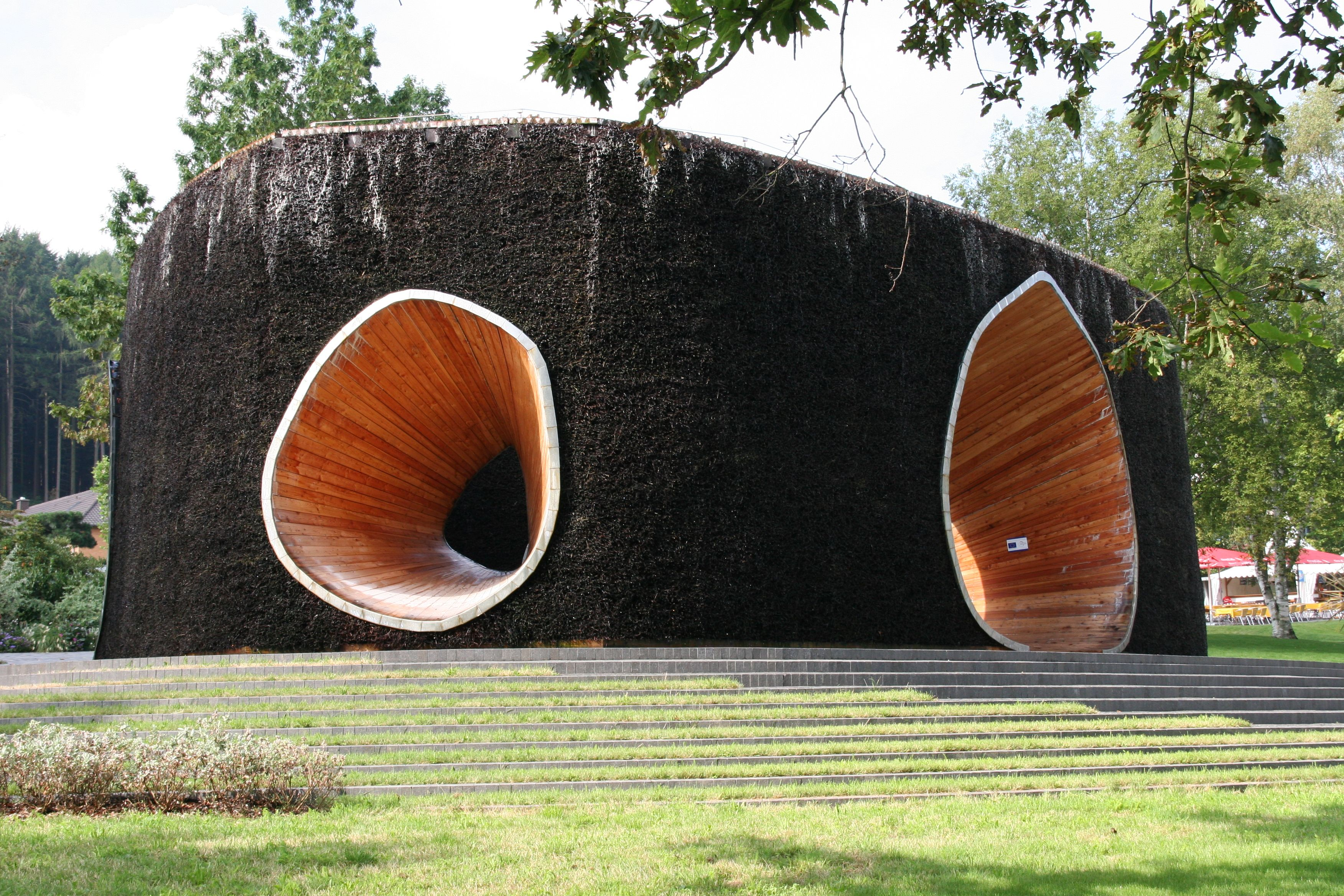
Klein-Gradierwerk „Sole-Arena“ im Kurpark Bad Essen
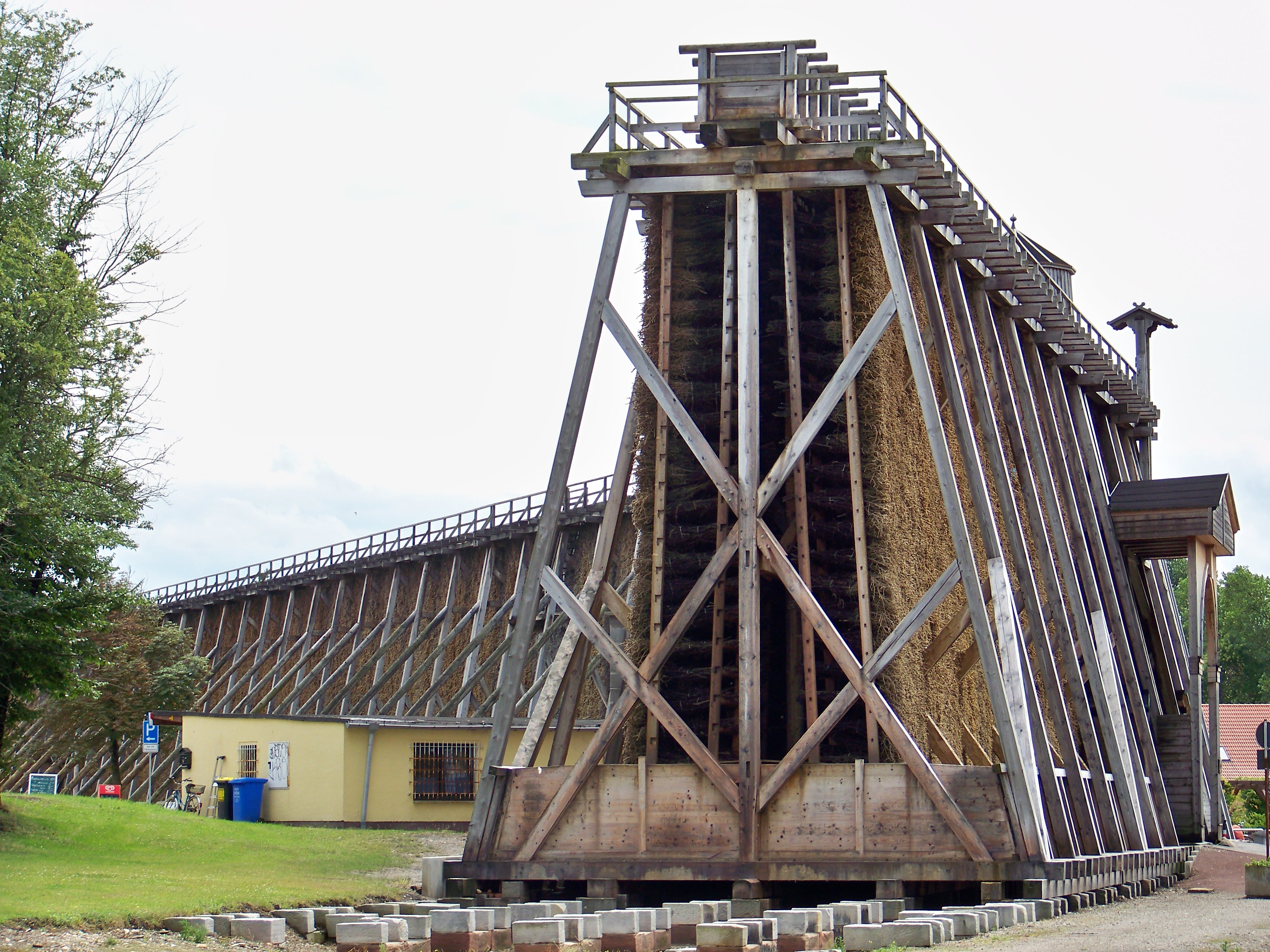
Gradierwerk in Bad Dürrenberg
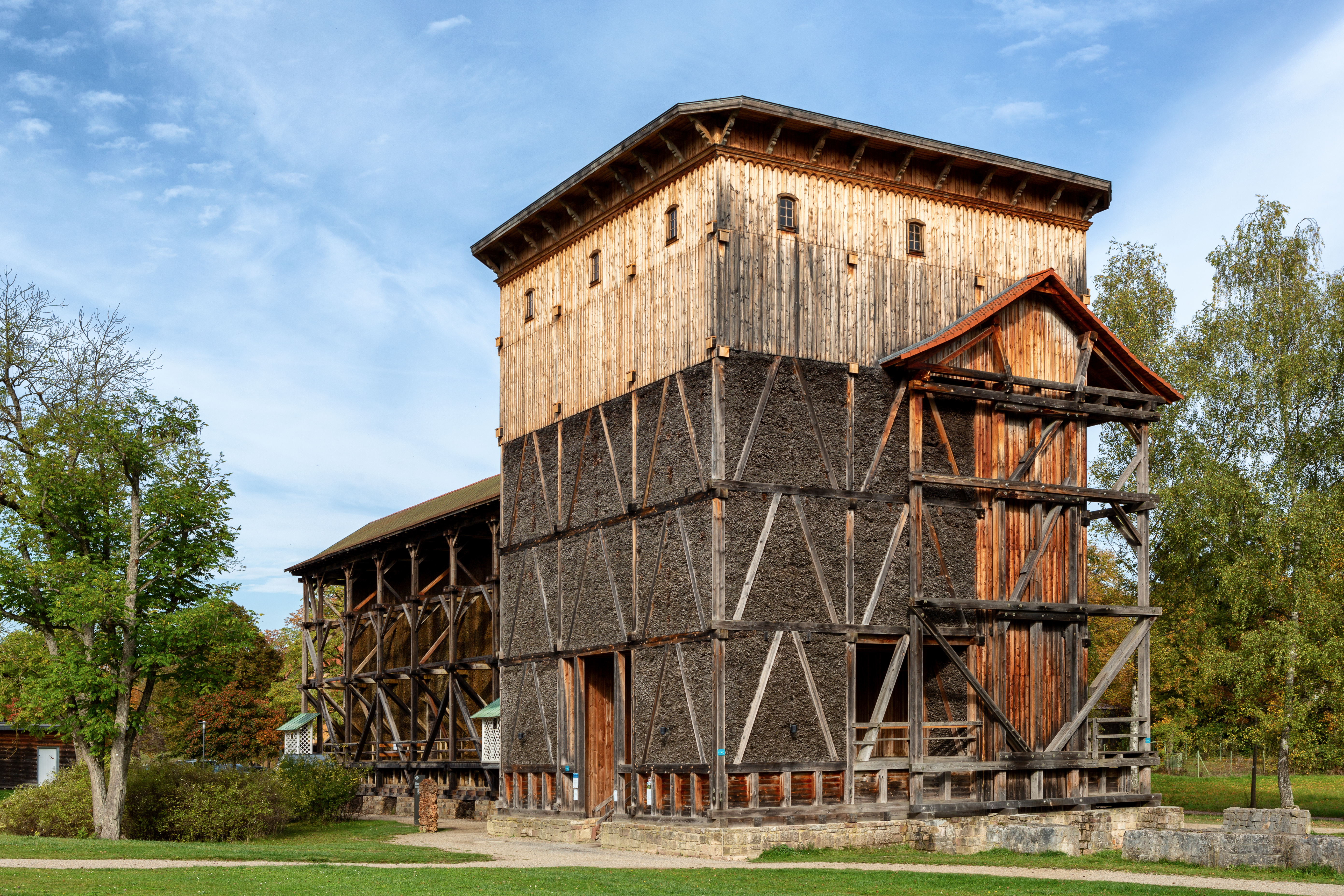
Gradierwerk in Bad Kissingen
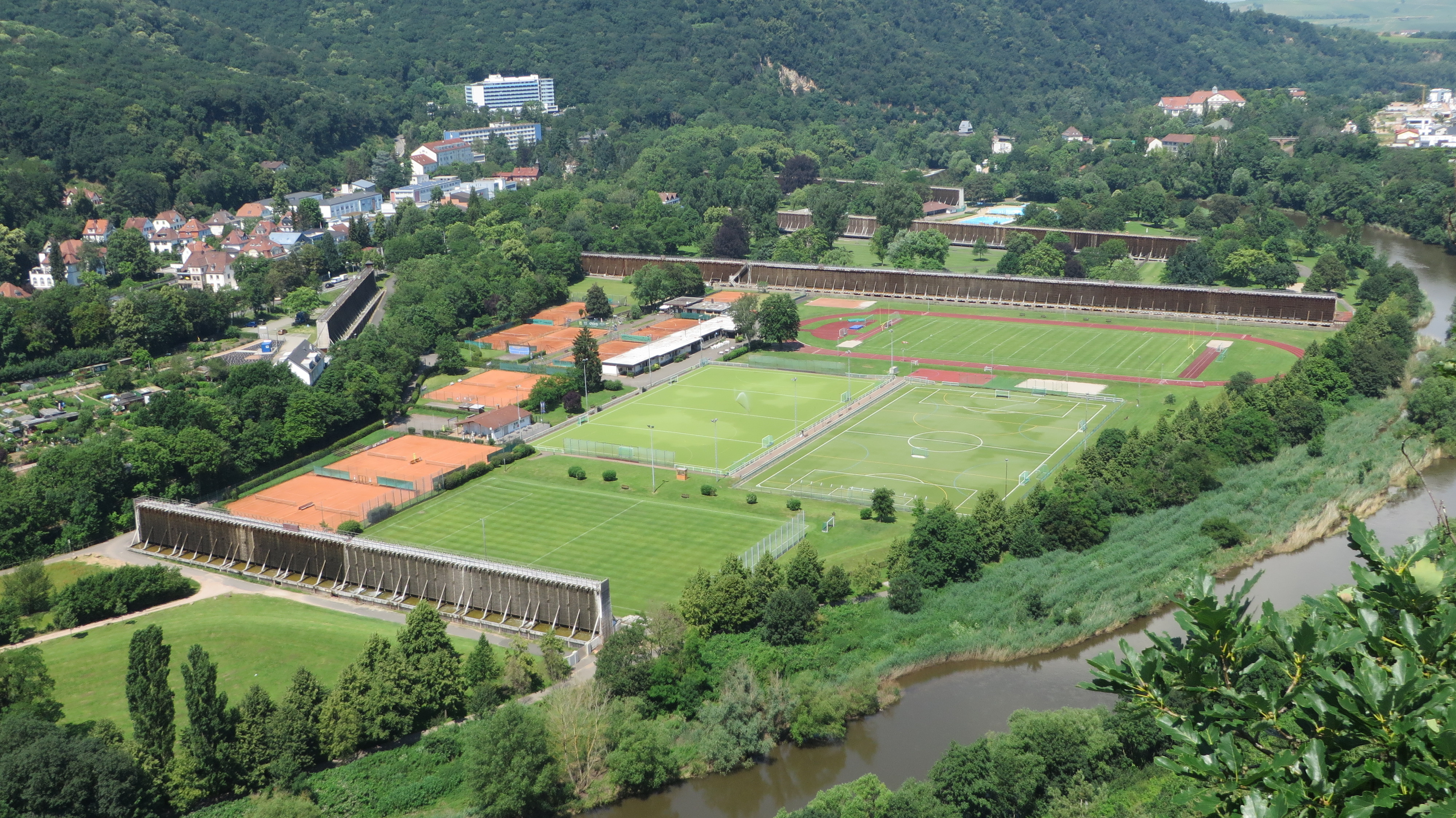
Gradierwerke im Bad Kreuznacher Salinental
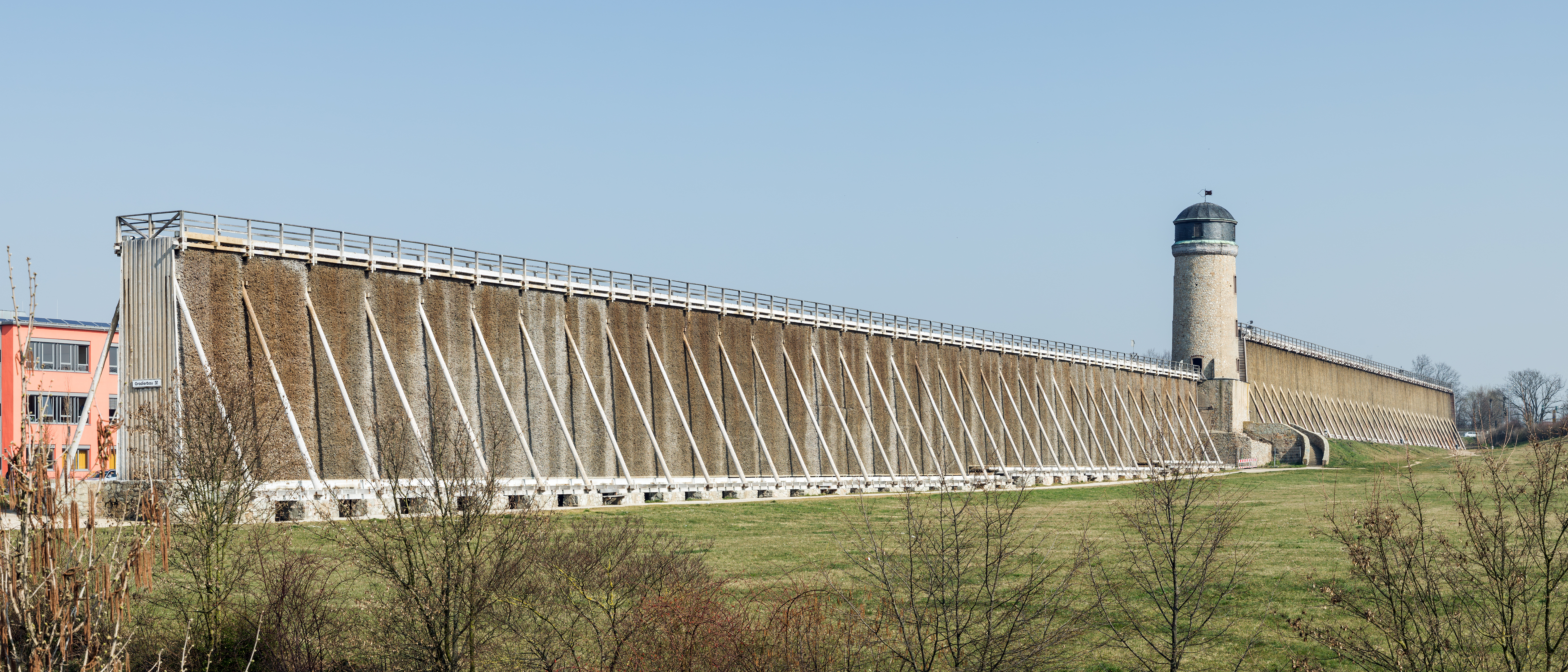
Gradierbauten IV/V in Bad Nauheim, sogenannte Lange Wand
Gradierwerk I in Bad Nauheim
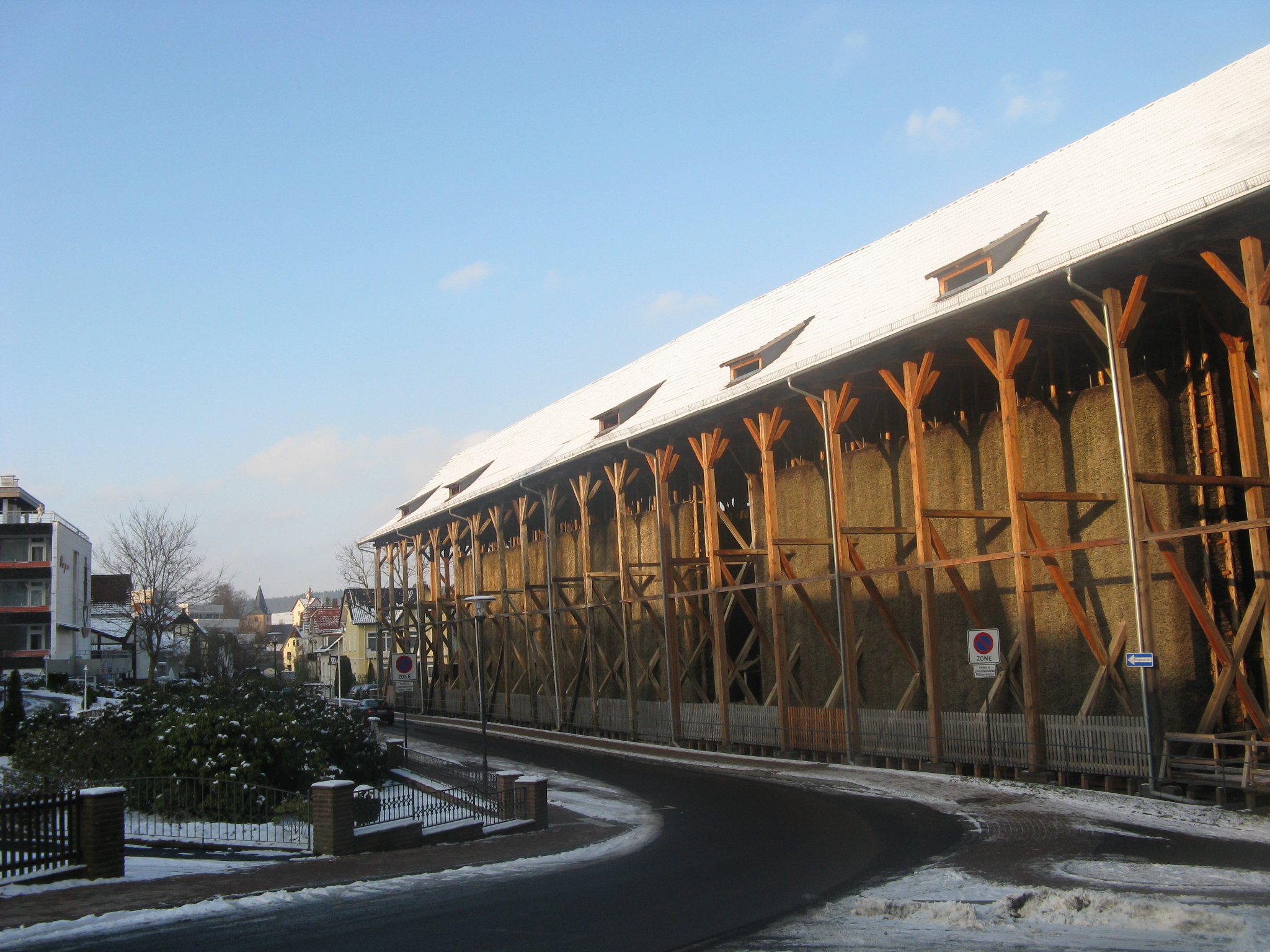
Gradierwerk im Kurpark von Bad Orb
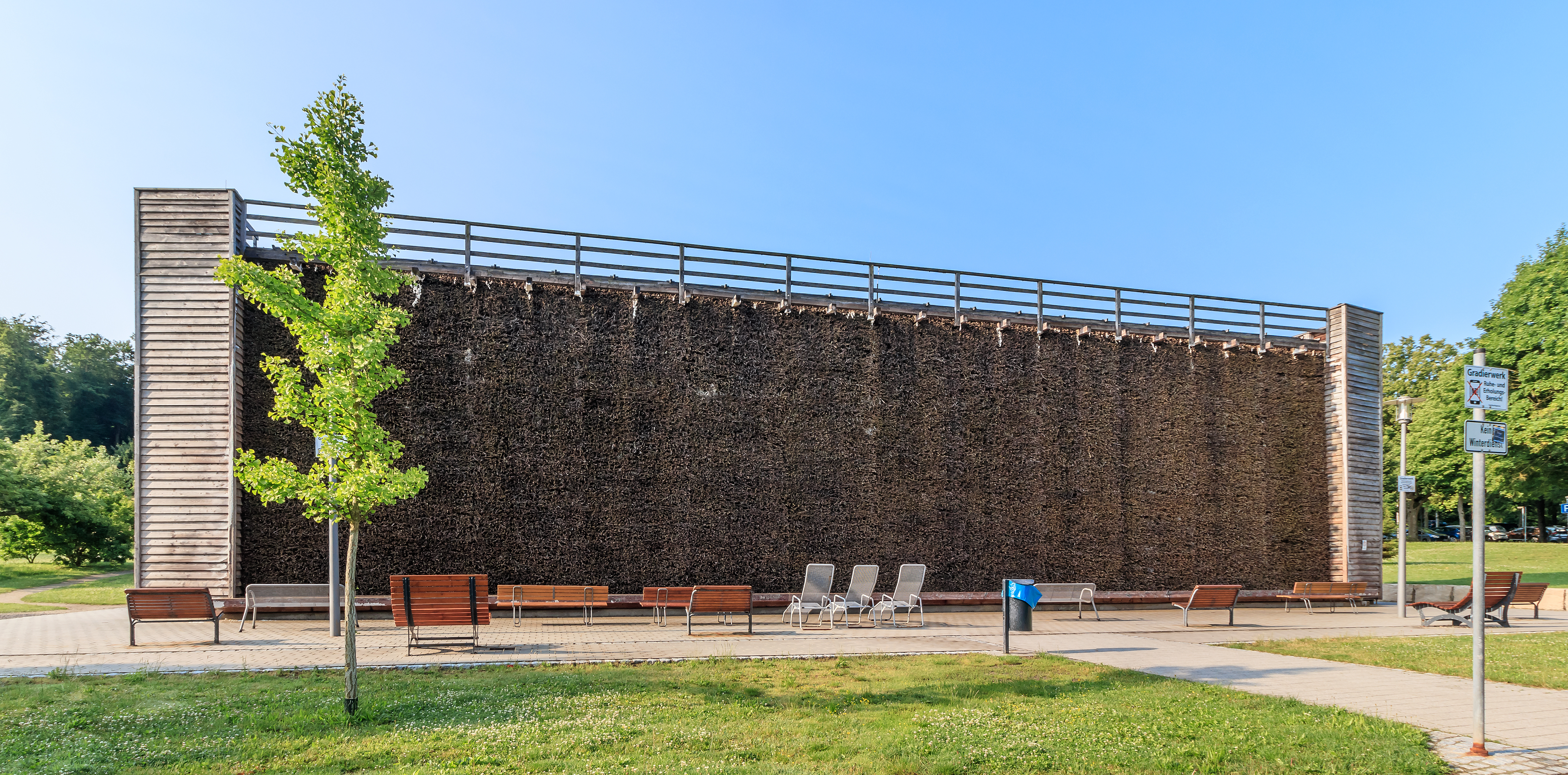
Gradierwerk im Kurpark (Salinenpark) in Bad Rappenau
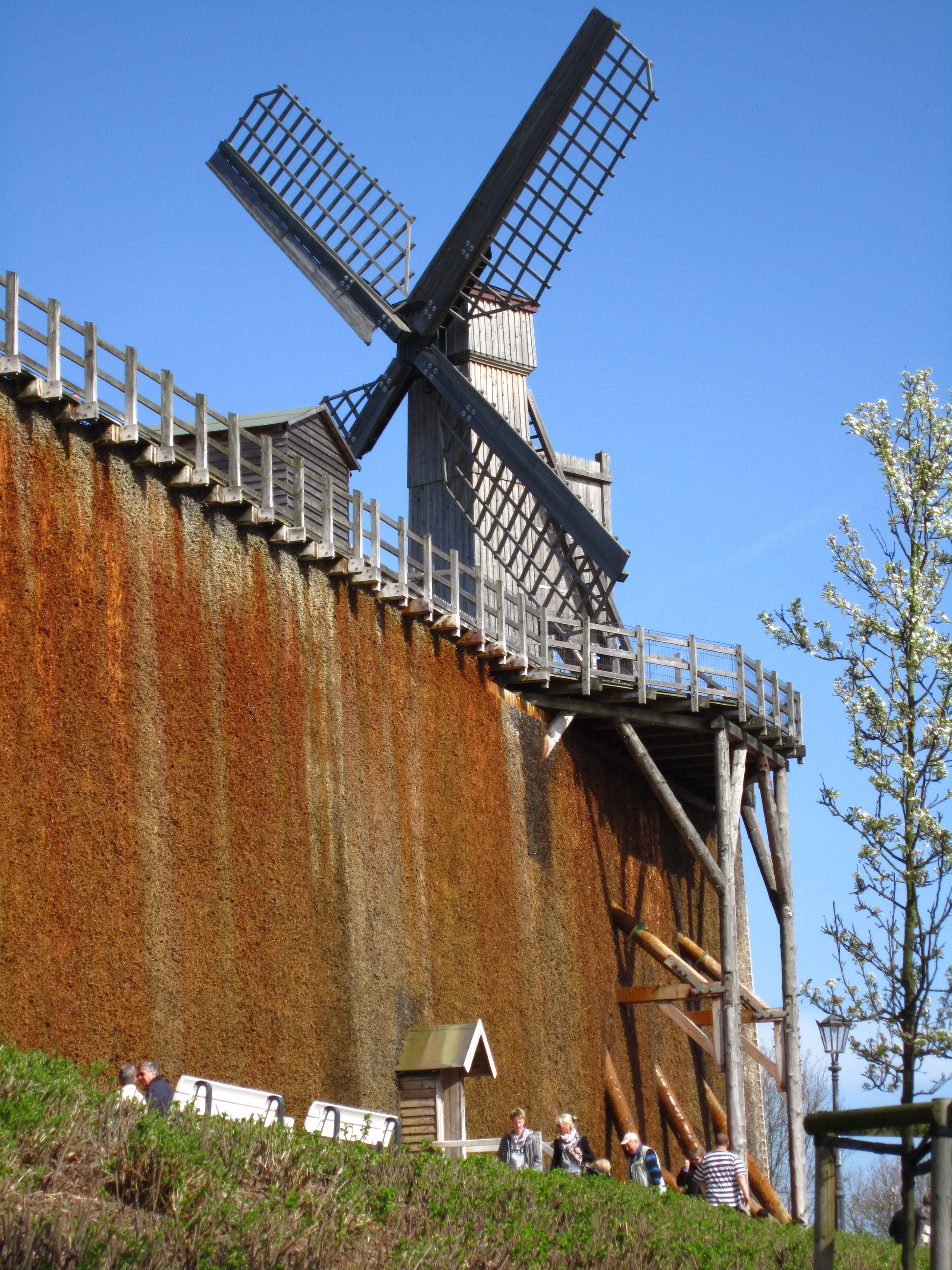
Kokerwindmühle auf dem Neuen Gradierwerk Bad Rothenfelde
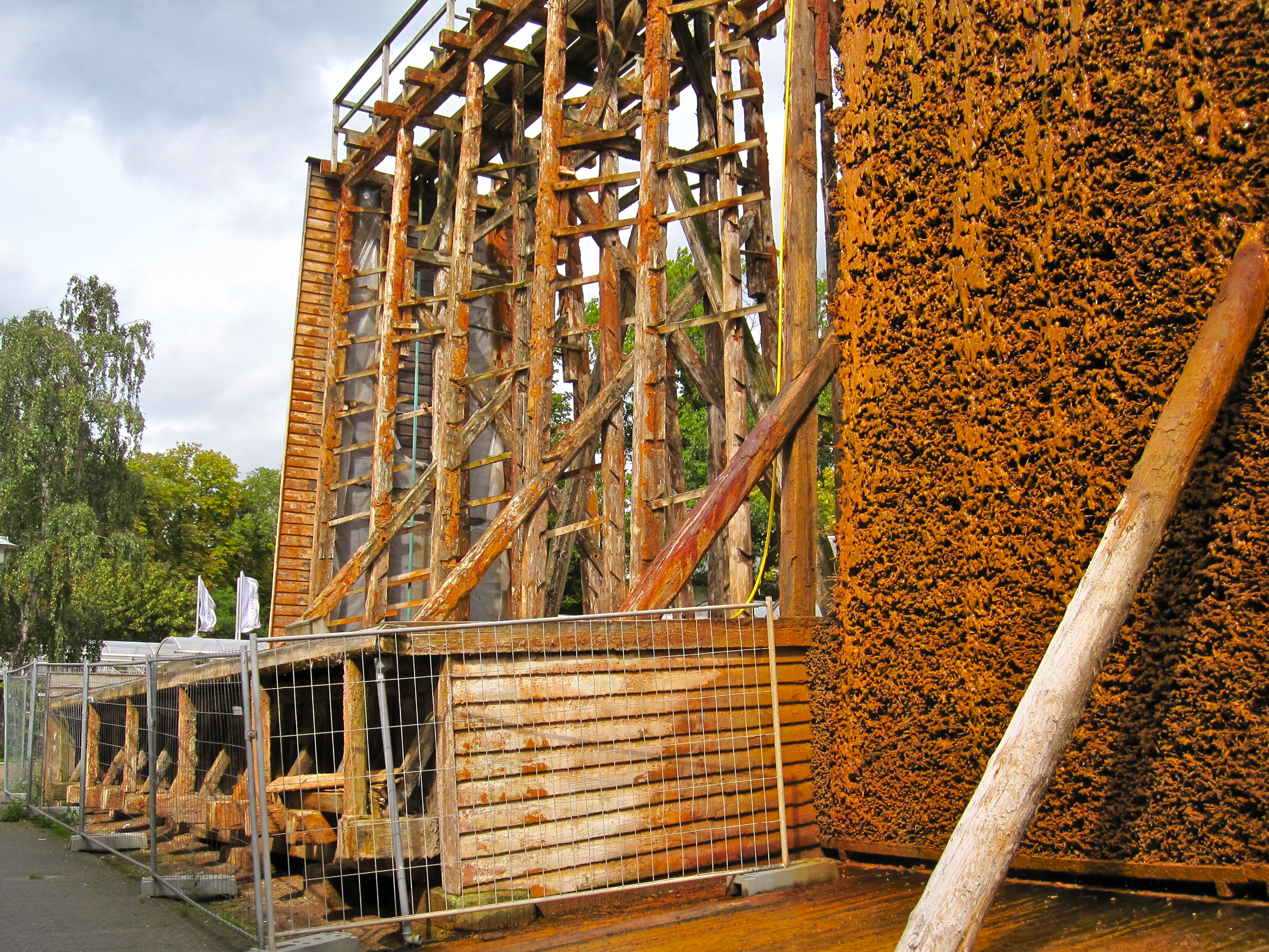
Innengerüst eines Gradierwerks in Bad Salzuflen
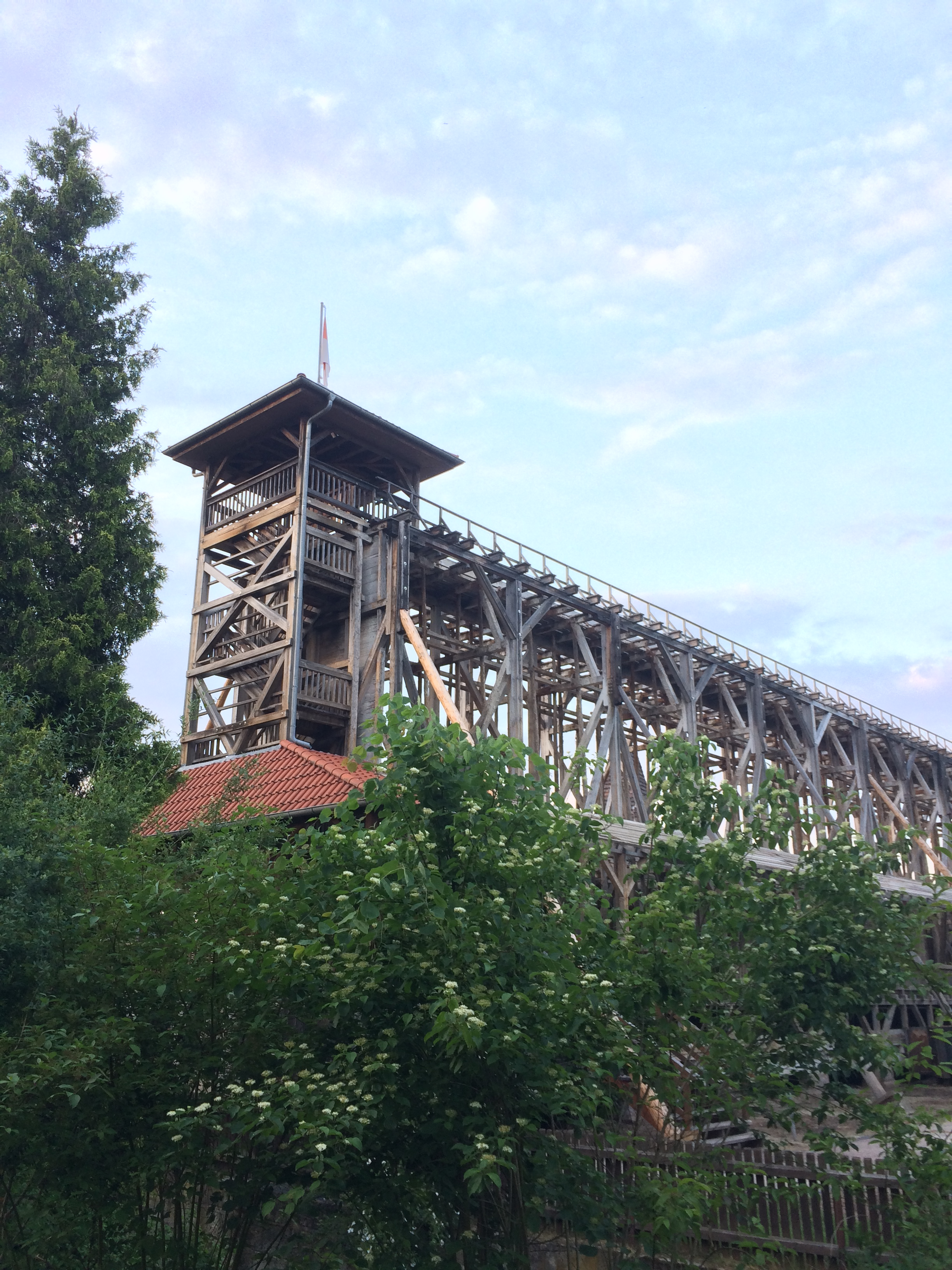
Gradierwerk in Bad Sooden-Allendorf ohne Schwarzdornbestückung
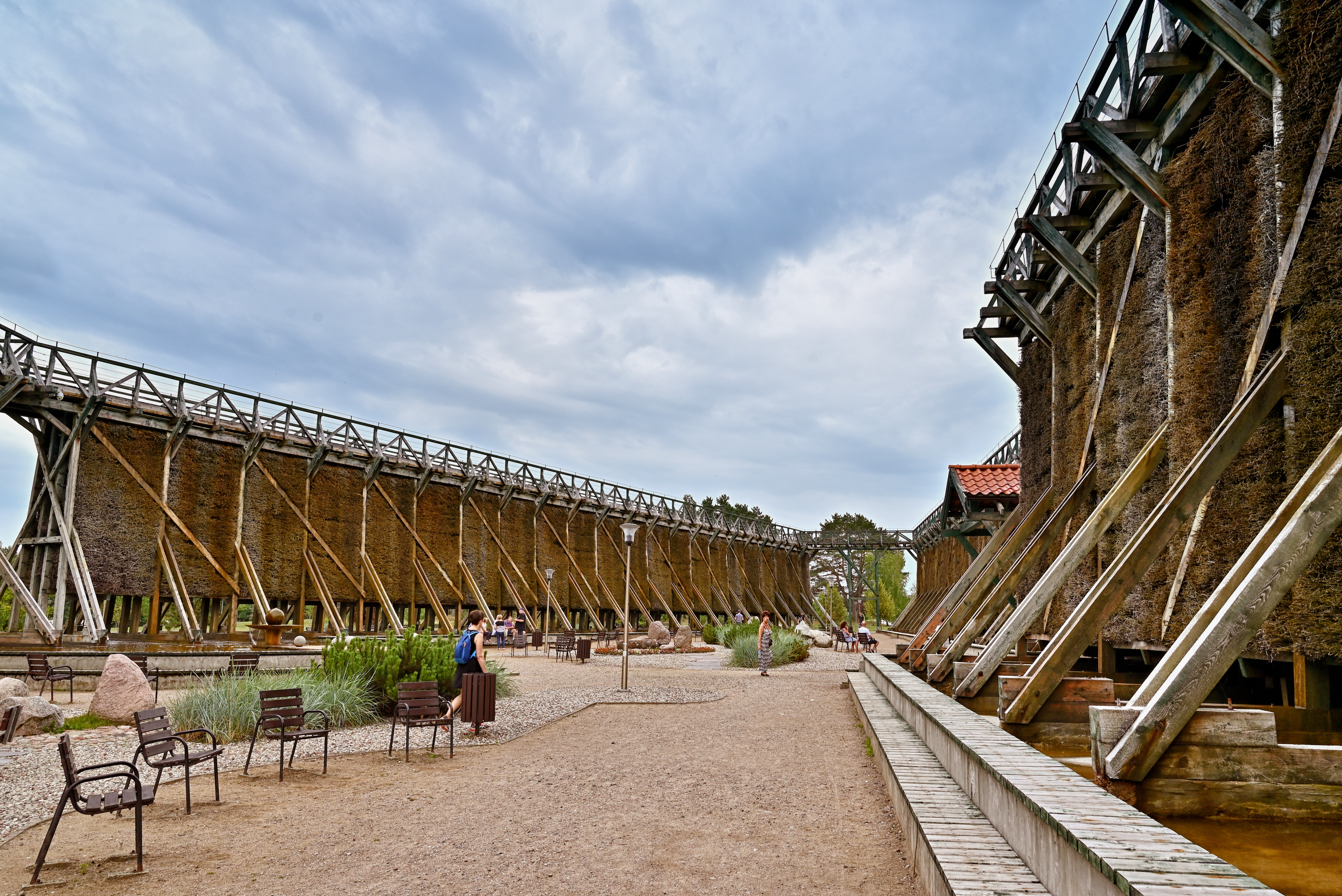
Gradierwerk Gołdap (Polen)

## Standorte

### Deutschland
| Ort                                           | Ges.länge        | Werk                          | Länge                       | Baujahr   | Lage | Bemerkungen |
| --------------------------------------------- | ---------------- | ----------------------------- | --------------------------- | --------- | ---- | --- |
| Bad Dürkheim                                  | 333 m            | Gradierwerk (Bad Dürkheim)    |                             | 1850      | ⊙    | Errichtet zwischen 1847 und 1850 und nach zweimaliger Brandstiftung (1992 und 2007) zuletzt im Jahr 2010 wieder eröffnet. |
| Bad Dürrheim                                  | 108 m            | Gradierwerk im Kurpark        | 60 m                        | 2015      | ⊙    | Mit 700 m NHN höchstes Solebad Europas |
| Bad Dürrenberg                                | 636 m            | Gradierwerk I                 | 55 m, heute noch 45 m       | 1765      | ⊙    | größtes zusammenhängendes Gradierwerk Deutschlands, einst hatten die Gradierwerke eine Gesamtlänge von 1821 m |
| Bad Dürrenberg                                | 636 m            | Gradierwerk II                | 320 m, vollständig erhalten | 1765      | ⊙    | größtes zusammenhängendes Gradierwerk Deutschlands, einst hatten die Gradierwerke eine Gesamtlänge von 1821 m |
| Bad Dürrenberg                                | 636 m            | Gradierwerk III               | 185 m, heute noch 55 m      | 1765      | ⊙    | größtes zusammenhängendes Gradierwerk Deutschlands, einst hatten die Gradierwerke eine Gesamtlänge von 1821 m |
| Bad Dürrenberg                                | 636 m            | Gradierwerk IV                | 96 m, abgerissen            | 1765      | ⊙    | größtes zusammenhängendes Gradierwerk Deutschlands, einst hatten die Gradierwerke eine Gesamtlänge von 1821 m |
| Bad Dürrenberg                                | 636 m            | Gradierwerk V                 | 840 m, abgerissen           | 1765      | ⊙    | größtes zusammenhängendes Gradierwerk Deutschlands, einst hatten die Gradierwerke eine Gesamtlänge von 1821 m |
| Bad Dürrenberg                                | 636 m            | Querstück                     | 100 m, im Bau               | 1765      | ⊙    | größtes zusammenhängendes Gradierwerk Deutschlands, einst hatten die Gradierwerke eine Gesamtlänge von 1821 m |
| Bad Dürrenberg                                | 636 m            | Doppelstück                   | 90 m, im Bau                | 1765      | ⊙    | größtes zusammenhängendes Gradierwerk Deutschlands, einst hatten die Gradierwerke eine Gesamtlänge von 1821 m |
| Bad Essen                                     |                  |                               |                             |           | ⊙    | |
| Bad Hamm                                      | 42 m             | Bad Hamm#Gradierwerk          |                             | 2009      | ⊙    | |
| Bad Karlshafen                                | 30 m             |                               |                             | 1986      | ⊙    | |
| Bad Kissingen                                 | 40 m             | Untere Saline (Bad Kissingen) |                             | 1562      | ⊙    | Ältestes Gradierwerk Deutschlands. Die Länge betrug einst über zwei Kilometer. Der zuletzt noch bestehende Nordflügel wurde 1994 erneuert.                                                                                                  |
| Bad Kösen                                     | 325 m            |                               |                             |           | ⊙    | |
| Bad Kreuznach                                 | 1100 m           | Gradierwerk I                 | 300 m                       |           | ⊙    | |
| Bad Kreuznach                                 | 1100 m           | Gradierwerk II                |                             |           | ⊙    | |
| Bad Kreuznach                                 | 1100 m           | Gradierwerk III               |                             |           | ⊙    | |
| Bad Kreuznach                                 | 1100 m           | Gradierwerk IV                |                             |           | ⊙    | |
| Bad Kreuznach                                 | 1100 m           | Gradierwerk V                 |                             |           | ⊙    | |
| Bad Kreuznach                                 | 1100 m           | Gradierwerk VI                |                             |           | ⊙    | |
| Bad Münder am Deister                         | 20 m             |                               |                             | 1999      | ⊙    | [ 10 ] |
| Bad Münster am Stein-Ebernburg                |                  |                               |                             | 1729      | ⊙    | |
| Bad Nauheim                                   | 650 m            | Gradierwerk I                 |                             |           | ⊙    | [ 11 ] |
| Bad Nauheim                                   | 650 m            | Gradierwerk II                |                             |           | ⊙    | |
| Bad Nauheim                                   | 650 m            | Gradierwerk III               |                             |           | ⊙    | |
| Bad Nauheim                                   | 650 m            | Gradierwerk IV                |                             |           | ⊙    | bilden zusammen die „Lange Wand“, zwischen ihnen befindet sich ein Windmühlenturm |
| Bad Nauheim                                   | 650 m            | Gradierwerk V                 |                             |           | ⊙    | bilden zusammen die „Lange Wand“, zwischen ihnen befindet sich ein Windmühlenturm |
| Bad Oeynhausen                                | 70 m             |                               |                             | 1989/1990 | ⊙    | Nachbau von 1989/1990 |
| Bad Orb                                       | 158 m            | Gradierwerk                   | 158 m, mit Kopfhaus         | 1806      | ⊙    | zwischen 1729 und 1748 wurde eine neue Saline mit 10 Gradierwerken errichtet. Im 20. Jahrhundert wurden alle Gradierwerke bis auf das jüngste und größte, 1806 errichtete, abgerissen.                                                      |
| Bad Rappenau                                  | 30 m             |                               |                             | 2008      | ⊙    | |
| Bad Reichenhall                               |                  | Gradierhaus (Bad Reichenhall) |                             |           | ⊙    | 1615 „Leckwerk“ mit Strohgradierung, 1745 erste Dorngradierung. Aktueller Bau als Inhalatorium erbaut 1911. |
| Bad Rothenfelde                               | 534 m            | Gradierwerk I                 | 420 m                       |           | ⊙    | größtes stützenfreies Gradierwerk Westeuropas |
| Bad Rothenfelde                               | 534 m            | Gradierwerk II                | 114 m                       |           | ⊙    | |
| Bad Salzdetfurth                              | 120 m            | Gradierwerk I                 | 70 m                        | 1748      | ⊙    | Das 1746 erbaute erste Gradierwerk im Ort (Ortsmitte) wurde 1920 abgerissen. Gradierwerk I und II stehen parallel. Das südliche (Gradierwerk I) wurde in zwei Schritten zwischen 1957 und 1964 von ca. 150 m auf die heutige Länge gekürzt. |
| Bad Salzdetfurth                              | 120 m            | Gradierwerk II                | 50 m                        | 1748      | ⊙    | Das nördliche Gradierwerk wurde zwischen 1924 und 1928 von ca. 100 m auf die die heutige Länge gekürzt. |
| Bad Salzelmen                                 | 320 m            | Gradierwerk (Schönebeck)      |                             |           | ⊙    | Mit 1837 m das einst längste Gradierwerk Europas, heute sind noch 300,4 m vorhanden. |
| Bad Salzhausen                                |                  |                               |                             |           | ⊙    | |
| Bad Salzuflen                                 | 295 m            | Gradierwerk Parkstraße        | 160 m                       | 1767      | ⊙    | |
| Bad Salzuflen                                 | 295 m            | Gradierwerk Uhrenturm         | 55 m                        |           |      | |
| Bad Salzuflen                                 | 295 m            | „ErlebnisGradierwerk“         | 80 m                        | 2007      |      | |
| Bad Salzungen                                 | 169 m            | „Ostwand“                     | 82 m                        | 1796/1797 | ⊙    | letzte Originalwand von insgesamt 24 Gradierwänden |
| Bad Salzungen                                 | 169 m            | „Westwand“                    | 87 m                        | 1901      | ⊙    | [ 13 ] |
| Bad Sassendorf                                | 73 m             | Erlebnisgradierwerk           |                             | 2019      | ⊙    | Erlebnisgradierwerk mit Sauna-Anlage für die Gäste der angrenzenden Sole-Therme |
| Bad Soden (Ortsteil von Bad Soden-Salmünster) |                  |                               |                             | 2006      | ⊙    | |
| Bad Sooden-Allendorf                          | 140 m            | (früher) Gradierwerk Nr. 5    |                             | 1638/2002 | ⊙    | 1999 bis 2002 vollständig erneuert |
| Bad Staffelstein                              | 100 m            | Gradierwerk I                 | 50 m                        |           | ⊙    | |
| Bad Staffelstein                              | 100 m            | Gradierwerk II                | 50 m                        |           | ⊙    | |
| Bad Westernkotten                             | 178 m            | Gradierwerk I                 | 120 m                       | 1835      | ⊙    | seit 1984 Baudenkmal |
| Bad Westernkotten                             | 178 m            | Gradierwerk II                | 58 m                        | 1932      | ⊙    | [ 17 ] |
| Bad Wilsnack                                  | 50 m             |                               |                             |           |      | [ 18 ] |
| Bergisch Gladbach                             | 8 m, sternförmig | Mediterana                    |                             | 2024      | ⊙    | Das Gradierwerk befindet sich am Marokkanischen Platz und ist Teil eines Komplexes mit drei Ruhebereichen im Day Spa Mediterana. |
| Dinkelsbühl                                   |                  | Gradierpavillon im Stadtpark  |                             |           | ⊙    | 2022 |
| Duisburg                                      | 40 m             | Revierpark Mattlerbusch       | 40 m                        |           | ⊙    | |
| Eibach (Dillenburg)                           |                  |                               |                             | 2004      | ⊙    | |
| Essen                                         |                  | Grugapark                     |                             |           | ⊙    | |
| Hagen                                         | ca. 28 m         | Westfalenbad                  |                             | 2010      | ⊙    | halbrunder Grundriss |
| Kevelaer                                      | ca. 50 m         | Solegarten St. Jakob          | ca. 50 m                    | 2019      | ⊙    | halbrunder Grundriss |
| Lüneburg                                      | 58 m             |                               |                             | 1907      | ⊙    | 1927 erweitert |
| Oelsnitz/Erzgeb.                              | 42 m             |                               |                             | 2014      | ⊙    | [ 20 ] |
| Rheine                                        | 66 m             | Saline Gottesgabe             |                             | 1751      | ⊙    | Einst fast 300 Meter langes Dorngradierwerk, die erste derartige Anlage in Westfalen. |
| Salzgitter-Bad                                |                  |                               |                             | 2009      | ⊙    | Leckwerk in Form eines Pavillons zur Erinnerung an die bis 1926 betriebene Saline Salzliebenhalle |
| Salzkotten                                    | 50 m             |                               |                             | 1997      | ⊙    | [ 21 ] |
| Werl                                          | 25 m             | Gradierwerk Werl              |                             | 1997      | ⊙    | [ 22 ] |
| Werne                                         | 50 m             | Gradierwerk Werne             |                             | 1991      |      | |
| Xanten                                        | 25 m             | Gradierwerk Xanten            |                             | 2019      | ⊙    | Neubau im Rahmen der Anlage des Kurparks Xanten |

### Frankreich
- Saulnot
- Arc-et-Senans

### Österreich
- Altaussee, erbaut 1956, überdachte viereckige Anlage, bestückt mit Tannenreisig
- Bad Mitterndorf, überdachte Rundanlage im Kurpark, erbaut 2019
- Bad Hall, überdachte Rundanlage im Kurpark
- Gröbming, Kurpark, mit überdachter Anlage
- Hallein, überdachte Rundanlage im Kurpark Bad Dürrnberg
- Schwechat, Felmayergarten, fertiggestellt 1995, abgerissen
- Traun, Badezentrum[24]
- Wels, überdachte Rundanlage im Volksgarten, erbaut 1993
- Hall in Tirol, überdachte Anlage neben dem Kurhaus, erbaut 2005

### Polen
- Busko-Zdrój[25]
- Ciechocinek, 3 Gradierbauten mit einer Gesamtlänge von 1730 m: Tężnie I (648 m), II (364 m) und III (718 m) ⊙
- Grudziądz
- Inowrocław
- Konstancin-Jeziorna, errichtet 1980
- Gołdap
- Wieliczka[26]

## Heraldik
In Wappen ist das technische Bauwerk nicht häufig. Als Wappenfigur taucht die Darstellung stark vereinfacht auf, als Stirnansicht, seltener in Längsansicht. Die Seltenheit im Wappen hat noch keine besondere heraldische Bearbeitung erfahren. Die Salzherstellung ist über Salzhaken, Salzkristalle und Salzpfannen vereinfacht symbolisiert.

Bad Rothenfelde
Ciechocinek (Polen)